# یواس‌اس دیل (دی‌دی-۳۵۳)
یواس‌اس دیل (دی‌دی-۳۵۳) (به انگلیسی: USS Dale (DD-353)) یک کشتی بود که طول آن ۳۴۱ فوت ۳ اینچ (۱۰۴٫۰۱ متر) بود. این کشتی در سال ۱۹۳۵ ساخته شد.